# Cow Camp
Cow Camp est un ancien campement du comté de San Bernardino, en Californie, dans le sud-ouest des États-Unis. Protégé au sein du parc national de Joshua Tree, il est inscrit au Registre national des lieux historiques depuis le 29 octobre 1975.